# ماریوس موگا
ماریوس موگا (انگلیسی: Marius Moga؛ زادهٔ ۳۰ دسامبر ۱۹۸۱) تهیه‌کننده، آهنگساز، موسیقی‌دان و خواننده اهل رومانی است. او از سال ۲۰۰۰ میلادی تا کنون مشغول فعالیت بوده‌است.